# Dicranomyia (Dicranomyia) gloria
Dicranomyia (Dicranomyia) gloria is een tweevleugelige uit de familie steltmuggen (Limoniidae). De soort komt voor in het Australaziatisch gebied.